# 212B busz (Budapest)
A budapesti 212B jelzésű autóbusz a Boráros tér és Csillebérc, KFKI között közlekedik, kizárólag a munkanapi csúcsidőszakokban. A 212-es buszcsalád összeköti a Hegyvidéket a dél-pesti és a dél-budai régió autóbuszjárataival, továbbá a nagykörúti villamosokkal. Megközelíthető velük a XI. és a XII. kerületi Polgármesteri Hivatal, a Fehérvári úti Vásárcsarnok, az Allee és az Ortopédiai Klinika is. A 212B üzemidején kívül a 221-es buszra átszállva érhető el Csillebérc. A viszonylatot a Budapesti Közlekedési Zrt. üzemelteti.

## Története
A KFKI 1950-es megnyitásakor még alacsony volt a magántulajdonú gépkocsik száma, valamint a mai 221-es busz még nem közlekedett Csillebércig, így a dolgozók számára különjáratot indítottak. Az egykori Bukarest utcai buszpályaudvar miatt a jelenleginél nagyobb volt a Kosztolányi Dezső tér közlekedési jelentősége, így elsőként innen indult különjárat, majd később a jelenlegi Széll Kálmán térről is. A rendszerváltást követően a KFKI üzemeltetése egy önálló kft.-hez került, a különbusz-járat azonban alvállalkozók bevonásával továbbra is fennmaradt. Gazdasági okokból a KFKI különjáratai  2022. október végével megszűntek, a Kosztolányi Dezső tér és a KFKI közötti közvetlen összeköttetés fenntartása céljából indult a járat 2022. november 2-án.

## Útvonala
| Csillebérc, KFKI felé | Boráros tér felé |
| --- | --- |
| Boráros tér H vá. – Boráros tér – Petőfi híd – Irinyi József utca – Október huszonharmadika utca – Bocskai út – Karolina út – Villányi út – Budaörsi út – Alkotás utca – Győri út – Csörsz utca – Böszörményi út – Királyhágó tér – Orbánhegyi út – Szent Orbán tér – Istenhegyi út – Költő utca – Diana utca – Eötvös út – Konkoly-Thege Miklós út – Csillebérc, KFKI vá. | Csillebérc, KFKI vá. – Konkoly-Thege Miklós út – Eötvös út – Hollós út – Mátyás király út – Költő utca – Istenhegyi út – Szent Orbán tér – Orbánhegyi út – Királyhágó tér – Böszörményi út – Jagelló út – Csörsz utca – Alkotás utca – Budaörsi út – Villányi út – Karolina út – Bocskai út – Október huszonharmadika utca – Irinyi József utca – Petőfi híd – Boráros tér – Boráros tér H vá. |

## Megállóhelyei
Az átszállás kapcsolatok között az azonos, de rövidebb útvonalon közlekedő 212-es és 212A busz nincs feltüntetve.
| 0  | Boráros tér H végállomás          | 41 | 2, 2B, 4, 6, 23 15, 54, 55, 223E, 224, 224E, 255E | Autóbusz-állomás, HÉV-állomás                                |
| 2  | Petőfi híd, budai hídfő           | 39 | 4, 6 107, 153, 154 1172, 1173, 1174, 1175, 1176, 1177, 1183, 1184, 1185, 1188, 1189, 1190, 1193, 1194, 1201, 1205, 1212, 1215, 1216, 1229, 1251, 1253, 1254, 1257, 1268                                | BME, ELTE Társadalomtudományi Kar                            |
| 4  | Budafoki út / Szerémi sor         | 37 | 4 33, 107, 133E, 153, 154 |                                                              |
| 6  | Újbuda-központ M                  | 35 | 4, 17, 41, 47, 56 33, 53, 58, 150, 150B, 153, 154 1172, 1173, 1174, 1175, 1176, 1177, 1183, 1184, 1185, 1188, 1189, 1190, 1193, 1194, 1201, 1205, 1212, 1215, 1216, 1229, 1251, 1253, 1254, 1257, 1268 | Metróállomás, Fehérvári úti vásárcsarnok                     |
| 8  | Kosztolányi Dezső tér             | 33 | 19, 49 7, 53, 58, 114, 150, 150B, 153, 154, 213, 214, 240 |                                                              |
| 9  | Vincellér utca                    | 31 | 53, 150, 150B, 154 | XI. kerületi Önkormányzat, Okmányiroda                       |
| 11 | Diószegi út (Vérellátó Szolgálat) | 30 | | Országos Vérellátó Szolgálat, XI. kerületi Rendőrkapitányság |
| 13 | Alsóhegy utca                     | 28 | 17, 61 |                                                              |
| 14 | Budaörsi út / Villányi út         | 27 | 17, 61 240 |                                                              |
| 16 | BAH-csomópont                     | 25 | 17, 61 8E, 108E, 110, 112, 139, 140, 140A | Budapest Kongresszusi Központ, Novotel Budapest City         |
| 18 | Csörsz utca                       | 23 | 17, 61 139, 140, 140A | MOM Park                                                     |
| 19 | MOM Kulturális Központ            | 21 | |                                                              |
| 21 | Kiss János altábornagy utca       | 19 | 59, 59A, 59B 102, 105 | XII. kerületi Önkormányzat, Okmányiroda                      |
| 23 | Királyhágó tér                    | ∫  | 59, 59A, 59B 102, 105, 210 |                                                              |
| 24 | Királyhágó tér                    | 17 | 59, 59A, 59B 102, 105, 210 |                                                              |
| 25 | Galántai utca                     | 15 | 210 |                                                              |
| 27 | Szent Orbán tér                   | 14 | 21, 21A, 102, 112, 210, 221 |                                                              |
| 28 | Pethényi út                       | 13 | 21, 21A, 210, 221 |                                                              |
| 29 | Nógrádi utca                      | 12 | 21, 21A, 210, 221 |                                                              |
| 30 | Óra út                            | 11 | 21, 21A, 210, 221 |                                                              |
| 31 | Istenhegyi lejtő                  | 10 | 21, 21A, 210, 221 |                                                              |
| 32 | Adonis utca                       | 9  | 60 21, 21A, 210, 221 |                                                              |
| 33 | Városkút                          | 8  | 60 21, 21A, 210, 221 |                                                              |
| 34 | Svábhegy                          | 7  | 60 21, 21A, 210, 221 |                                                              |
| 36 | Ordas út                          | 6  | 21, 221 |                                                              |
| 36 | Őzike köz                         | 5  | 21, 221 |                                                              |
| 37 | Fülemile út                       | 5  | 21, 221 |                                                              |
| 38 | Normafa, Gyermekvasút             | 4  | Gyermekvasút 21, 221 |                                                              |
| 39 | Normafa, látogatóközpont          | 4  | 21, 221 |                                                              |
| 40 | Csillagvizsgáló                   | 3  | 221 |                                                              |
| 41 | Csillebérc, gyermekvasút          | 3  | Gyermekvasút 221 |                                                              |
| 42 | Sötétvágás utca                   | 2  | 221 |                                                              |
| 42 | Magas út                          | 1  | 221 |                                                              |
| 43 | KFKI Étterem                      | 0  | 221 |                                                              |
| 44 | Csillebérc, KFKI végállomás       | 0  | 221 |                                                              |